# Inre Stockviken
Inre Stockviken är en sjö i Gotlands kommun i Gotland och ingår i Gothemån-Snoderåns kustområde. Sjön har en area på 0,39 kvadratkilometer och ligger 0 meter över havet. Inre Stockviken ligger i Yttre Stockviken Natura 2000-område.

## Delavrinningsområde
Inre Stockviken ingår i det delavrinningsområde (631888-165039) som SMHI kallar för Rinner mot Ö Gotlands s kustvatten. Avrinningsområdets medelhöjd är 8 meter över havet och ytan är 66,54 kvadratkilometer. Det finns inga delavrinningsområden uppströms utan avrinningsområdet är högsta punkten. Delavrinningsområdets utflöde mynnar i havet, utan att ha någon enskild mynningsplats. Delavrinningsområdet består mestadels av skog (26 procent), öppen mark (26 procent) och jordbruk (47 procent). Avrinningsområdet har 0,3 kvadratkilometer vattenytor vilket ger avrinningsområdet en sjöprocent på 0,4 procent.